# Panova frula (strip)
Panova frula je sveska strip serijala Marti Misterija objavljena u Srbiji u #32 obnovljene edicije Zlatne serije koju je pokrenuo Veseli četvrtak u februaru 2018. godine. Sveska je izašla 9.9.2021. god. i koštala 350 dinara (3,45 $; 2,96 €). Cela sveska imala je 166 strana.

## Originalna epizoda
Epizoda je premijerno objavljena u brojevima #38-40 originalne edicije u Italiji u izdanju Bonelija u junu 1985. godine. Ovo je poslednja epizoda Marti Misterije koju je nacrtao Klaudio Vila. Nakon ovoga se posvetio radu na Teksu Vileru i Dilan Dogu.

## Kratak sadržaj
Martiju u posetu dolazi Edgar Vajt. Njegova korporacija želi da sagradi nuklearnu elektranu u okolini malog španskog sela Bijalsa. Ali Edgar veruje da je selo ukleto i želi da Marti istraži slučaj.

## Detaljniji sadržaj
Prolog. U malom siromašnom selu Bijals u Andaluziji (jug Španije) dešava se đavolji obred. Devojka po imenu Rosa je izabrana đavolja nevesta. Dečak Alfonso, koji je sve video, prijavljuje događaj lokalnom svešteniku, koji organizuje egzorcizam. Babica porađa Rosu iz koje izlazi đavo-beba.
Glavna priča. Martiju u posetu dolazi Edgar Vajt. Njegova korporacija želi da sagradi nuklearnu elektranu u okolini Bijalsa. Ali Edgar veruje da je selo ukleto i želi da Marti istraži slučaj.

## Preskočena epizoda u SFRJ
Ova epizoda je preskočena u ediciji Marti Misterije koju je u bivšoj Jugoslaviji objavljivao novosadski Dnevnik. Trebalo je da bude objavljena posle #34 Marti Misterija i Anabel Li. Po jednom shvatanju, ova epizoda je preskočena zbog scena egzorcizma na početku epizode. Ovo je prva od ukupno tri preskočene epizode (druga je #100 Di tutti i colori!/Sve u boji i #106 bis La macchina della follia/Pomahnitala mašina) u izdanju Dnevnika.

## Prethodna i naredna sveska
Prethodna sveska ZS sadržala je epizodu Zagora pod nazivom Kuća užasa (#31). Naredna sveska nosila je epizodud DIlan Doga pod nazivom Mračno mesto (#33).

## Prvo objavljivanje u Hrvatskoj
Ova epizoda objavljena je premijerno u Hrvatskoj 17.10.2008. u izdanju Libelusa #24 pod istoimenim nazivom.